# The Professional 3
The Professional 3 è il terzo album del produttore hip hop statunitense DJ Clue?, pubblicato nel 2006 da Roc-A-Fella, Def Jam e Desert Storm.

## Descrizione e ricezione
| Recensione | Giudizio |
| ---------- | -------- |
| RapReviews | [ 1 ]    |

Tra gli ospiti, Remy Ma, Nas, Jadakiss, Lil Wayne, Young Jeezy, Game, Snoop Dogg, M.O.P. e Consequence.
Justin Chandler, recensendo l'album per RapReviews, dichiara che DJ Clue? ha l'influenza per permettersi di chiamare diverse star a rappare sulle sue basi, ma il prodotto in questo caso non è paragonabile ai suoi album precedenti a causa di quelle che, eccetto War di Nas, non sono buone canzoni.

## Tracce
1. "War" - (Nas) 1:57
2. "Clear Da Scene" - (Lil Wayne, Rick Ross & Ransom) 3:53
3. "Fuck Off" - (Juelz Santana & Young Jeezy) 2:47
4. "The Gold" - (Mobb Deep) 4:26
5. "I Really Wanna Know You" - (Jagged Edge & Fabolous) 6:12
6. "A Week Ago (Part 1)" - (Game & Mario Winans) 4:15
7. "Like This" - (Fabolous & Kanye West) 5:28
8. "Almost Fucked" - (Snoop Dogg) 2:47
9. "Grill and Woman" - (Mike Jones, Paul Wall & Bun B) 4:33
10. "Liberty Bell" - (Beanie Sigel, Freeway & Cassidy) 2:48
11. "Da Boss" - (Fabolous) (Shatek) 3:12
12. "The Animal" - (Styles P) 3:18
13. "Middle Finger U" - (Cam'ron & Juelz Santana) 3:44
14. "Giantz of NYC" - (M.O.P) 4:19
15. "You Don't Really Wanna" - (Fat Joe & Remy Ma) 3:22
16. "Ugly (Thug It Out)" - (Jadakiss & Swizz Beatz) 4:00
17. "A Week Ago (Part 2)" - (Game & Mario Winans) 4:16
18. "Uptown" - (Consequence) 3:43

## Classifiche settimanali
| Classifica (2006)         | Posizione massima |
| ------------------------- | ----------------- |
| Stati Uniti               | 73                |
| US Top R&B/Hip-Hop Albums | 18                |